# Afroroncus
Indohya es un género de pseudoscorpiones de la familia Ideoroncidae.  Se distribuye por Kenia.

## Especies
Según Pseudoscorpions of the World 1.2::
- Afroroncus kikuyu Mahnert, 1981
- Afroroncus sulcatus Mahnert, 1981

## Publicación original
- Mahnert, 1981: Die Pseudoskorpione (Arachnida) Kenyas. I. Neobisiidae und Ideoroncidae. Revue Suisse de Zoologie, vol.88, p.535-559.